# Gounarou
Gounarou è un arrondissement del Benin situato nella città di Gogounou con 12 809 abitanti (dato 2006).